# U.S. Cup
Der U.S. Cup, auch United States Cup, USA Cup und Nike U.S. Cup genannt, war ein von 1992 bis 2000 regelmäßig stattfindendes Fußball-Einladungsturnier, das vom US-amerikanischen Fußballverband veranstaltet und in den USA ausgetragen wurde. Mit diesem Turnier sollte der Sport in den USA populärer gemacht werden.  Es gab sowohl ein Herren- als auch ein Damenturnier.
Das Herrenturnier wurde mit Ausnahme der Jahre 1994 und 1998, in welchen eine Fußball-Weltmeisterschaft stattfand, jährlich von 1992 bis 2000 ausgetragen.
Das Damenturnier fand von 1995 bis 2002 jährlich statt, wurde aber 2001 wegen der Terroranschläge am 11. September 2001 abgebrochen.

## Modus
Regelmäßig luden die USA drei Nationalmannschaften ein. Das Turnier wurde im Modus „Jeder gegen Jeden“ ausgetragen, womit jede Mannschaft drei Spiele zu bestreiten hatte. Der Tabellenführer nach Austragung aller sechs Spiele war Gewinner des U.S. Cups.
Ausnahmsweise wurde das Herrenturnier 1999 und das Damenturnier 2000 in einem K.-o.-System ausgetragen, wonach die Sieger des ersten Spiels das Finale und die Verlierer des ersten Spiels das Spiel um den dritten Platz austrugen.

## Teilnahmen deutscher Mannschaften
Die deutsche Nationalmannschaft der Männer nahm an dem Turnier im Jahr 1993 teil und gewann es. Die deutsche Frauenmannschaft erzielte bei ihrer einzigen Teilnahme im Jahr 2001 einen Sieg und eine Niederlage, bevor das dritte Spiel aufgrund der Terroranschläge vom 11. September abgesagt wurde.

## Ergebnisse

### Männerturniere
| Jahr | Gewinner    | 2. Platz  | 3. Platz  | 4. Platz  |
| ---- | ----------- | --------- | --------- | --------- |
| 1992 | USA         | Italien   | Irland    | Portugal  |
| 1993 | Deutschland | Brasilien | USA       | England   |
| 1995 | USA         | Kolumbien | Mexiko    | Nigeria   |
| 1996 | Mexiko      | Irland    | USA       | Bolivien  |
| 1997 | Mexiko      | Dänemark  | Peru      | USA       |
| 1999 | Mexiko      | USA       | Guatemala | Bolivien  |
| 2000 | USA         | Irland    | Mexiko    | Südafrika |

### Frauenturniere
| Jahr | Gewinner                                                    | 2. Platz                                                    | 3. Platz                                                    | 4. Platz                                                    |
| ---- | ----------------------------------------------------------- | ----------------------------------------------------------- | ----------------------------------------------------------- | ----------------------------------------------------------- |
| 1995 | USA                                                         | Norwegen                                                    | Australien                                                  | Taiwan                                                      |
| 1996 | USA                                                         | China                                                       | Japan                                                       | Kanada                                                      |
| 1997 | USA                                                         | Italien                                                     | Australien                                                  | Kanada                                                      |
| 1998 | USA                                                         | Brasilien                                                   | Russland                                                    | Mexiko                                                      |
| 1999 | USA                                                         | Brasilien                                                   | Finnland                                                    | Südkorea                                                    |
| 2000 | USA                                                         | Kanada                                                      | Mexiko                                                      | Südkorea                                                    |
| 2001 | abgebrochen wegen der Terroranschläge am 11. September 2001 | abgebrochen wegen der Terroranschläge am 11. September 2001 | abgebrochen wegen der Terroranschläge am 11. September 2001 | abgebrochen wegen der Terroranschläge am 11. September 2001 |
| 2002 | USA                                                         | Australien                                                  | Italien                                                     | Russland                                                    |